# Блер (округ, Пенсільванія)
Шаблон:StateAbbr_ 40°28′ пн. ш. 78°21′ зх. д. / 40.47° пн. ш. 78.35° зх. д.
Округ  Блер (англ. Blair County) — округ (графство) у штаті  Пенсільванія, США. Ідентифікатор округу 42013.

## Історія
Округ утворений 1846 року.

## Демографія
За даними перепису 
2000 року 
загальне населення округу становило 129144 осіб, зокрема міського населення було 95559, а сільського — 33585.
Серед мешканців округу чоловіків було 61917, а жінок — 67227. В окрузі було 51518 домогосподарств, 34895 родин, які мешкали в 55061 будинках.
Середній розмір родини становив 2,96.
Віковий розподіл населення поданий у таблиці:
| Стать    | До 15 років | 15-21 | 22-29 | 30-39 | 40-49 | 50-65 | 65-85 | Понад 85 |
| -------- | ----------- | ----- | ----- | ----- | ----- | ----- | ----- | -------- |
| Чоловіки | 12288       | 6539  | 5789  | 8517  | 9854  | 10153 | 8080  | 697      |
| Жінки    | 11621       | 6269  | 5767  | 8805  | 9991  | 11095 | 11526 | 2153     |

## Суміжні округи
- Сентр — північ
- Гантінгдон — схід
- Бедфорд — південь
- Кембрія — захід
- Клірфілд — північний захід